# Комедия от грешки
„Комедия от грешки“ (на английски: The Comedy of Errors) е комедия от английския драматург Уилям Шекспир, написана през 1592 г. и е едно от най-ранните му произведения. Пиесата е най-кратката в творчеството на Шекспир.

## Място на действието
Действието се развива в Ефес.

## Действащи лица
- Солин – княз на Ефес
- Егеон – сиракузки търговец
- Антифол от Ефес – близнак, син на Егеон и Емилия
- Антифол от Сиракуза – близнак, син на Егеон и Емилия
- Дромио от Ефес – близнак, слуга на Антифол от Ефес
- Дромио от Сиракуза – близнак, слуга на Антифол от Сиракуза
- Балтазар – търговец
- Анджело – златар
- Доктор Мърш – знахар
- Адриана – съпруга на Антифол от Ефес
- Лучиана – нейна сестра
- Емилия – съпруга на Егеон, игуменка на ефеския манастир
- Първи търговец – приятел на Антифол от Сиракуза
- Втори търговец – кредитор на Анджело
- Люс – готвачка при Адриана
- Лека жена
- Пристав, стражи, слуги, граждани и др.

## Сюжет
Комедията разказва историята на двама братя близнаци, които след раждането си са били разделени от нещастен инцидент. Антифол от Сиракуза и неговият слуга, Дромио от Сиракуза, пристигат в Ефес, където ще се срещнат със своите братя близнаци – Антифол от Ефес и Дромио от Ефес. Поради огромната физическа прилика между двете двойки близнаци, в Ефес се пораждат много недоразумения и обърквания, които довеждат до погрешни заключения у хората. Братята поотделно са обвинени в лудост, кражба, обладаване от Дявола, но накрая всичко се изяснява.